# Estanys Forcats
De Estanys Forcats zijn twee kleine bergmeren bij Arinsal in de Andorrese parochie La Massana. De meren, die op een hoogte van 2631 meter liggen en met elkaar verbonden zijn, voeden de Riu del Bancal Vedeller, de bovenloop van de Riu del Pla de l'Estany.

## Omgeving
De Estanys Forcats liggen ten noordwesten van Arinsal op minder dan een halve kilometer van het drielandenpunt met Frankrijk en Spanje, dat gevormd wordt door de Pic de Médécourbe (Catalaans: Pic de Medacorba). Langs de meren loopt het GR11-wandelpad. Deze route loopt westelijk richting de berghut Estanys de Baiau, over de Spaanse grens, en oostelijk richting de Refugi del Pla de l'Estany aan de Riu del Bancal Vedeller.
Nabij de Estanys Forcats bevindt zich de berghut Refugi d'Estanys Forcats.
Basses de l'Estany Negre · Basses del Ruf · Estany de les Truites · Estany del Port Dret · Estany Negre · Estanys de Montmantell · Estanys Forcats